# Fullständighet (teori)
Inom matematisk logik sägs en teori {\displaystyle T} vara fullständig om det för varje sluten formel i dess språk kan avgöras i {\displaystyle T} om formeln antingen är sann eller falsk.

## Formell definition
Låt {\displaystyle T} vara en teori i ett språk S. {\displaystyle T} sägs vara fullständig om för varje sluten formel
{\displaystyle \phi \in S} gäller antingen
```

  

    

      

        
T

        
⊢

        
ϕ

      

    

    
{\displaystyle T\vdash \phi }

  

 eller 

  

    

      

        
T

        
⊢

        
¬

        
ϕ

      

    

    
{\displaystyle T\vdash \neg \phi }

  

```